# Rue Antonin-Mercié (Toulouse)
Pour les articles homonymes, voir Rue Antonin-Mercié.
La rue Antonin-Mercié (en occitan : carrièra Antonin Mercièr) est une voie de Toulouse, chef-lieu de la région Occitanie, dans le Midi de la France.

## Situation et accès

### Description
La rue Antonin-Mercié est une voie publique. Elle se trouve dans le quartier Saint-Georges, au cœur du secteur 1 - Centre.
Elle naît perpendiculairement à la rue d'Alsace-Lorraine, dans l'axe des rues qui traversent le centre-ville entre la place de la Daurade et la cathédrale Saint-Étienne, et elle prolonge donc les rues de la Daurade, Jacques-Cujas, Temponières, Peyras et Genty-Magre. Longue de 103 mètres, elle se termine au croisement de la rue des Arts. Elle est prolongée à l'est par les rues Cantegril et d'Astorg.
La chaussée compte une seule voie de circulation automobile à sens unique. Elle appartient à une zone de rencontre et la vitesse y est limitée à 20 km/h. Il n'existe pas de piste, ni de bande cyclable, quoiqu'elle soit à double-sens cyclable.

### Voies rencontrées
La rue Antonin-Mercié rencontre les voies suivantes, dans l'ordre des numéros croissants :
1. Rue d'Alsace-Lorraine
2. Rue des Arts

## Odonymie

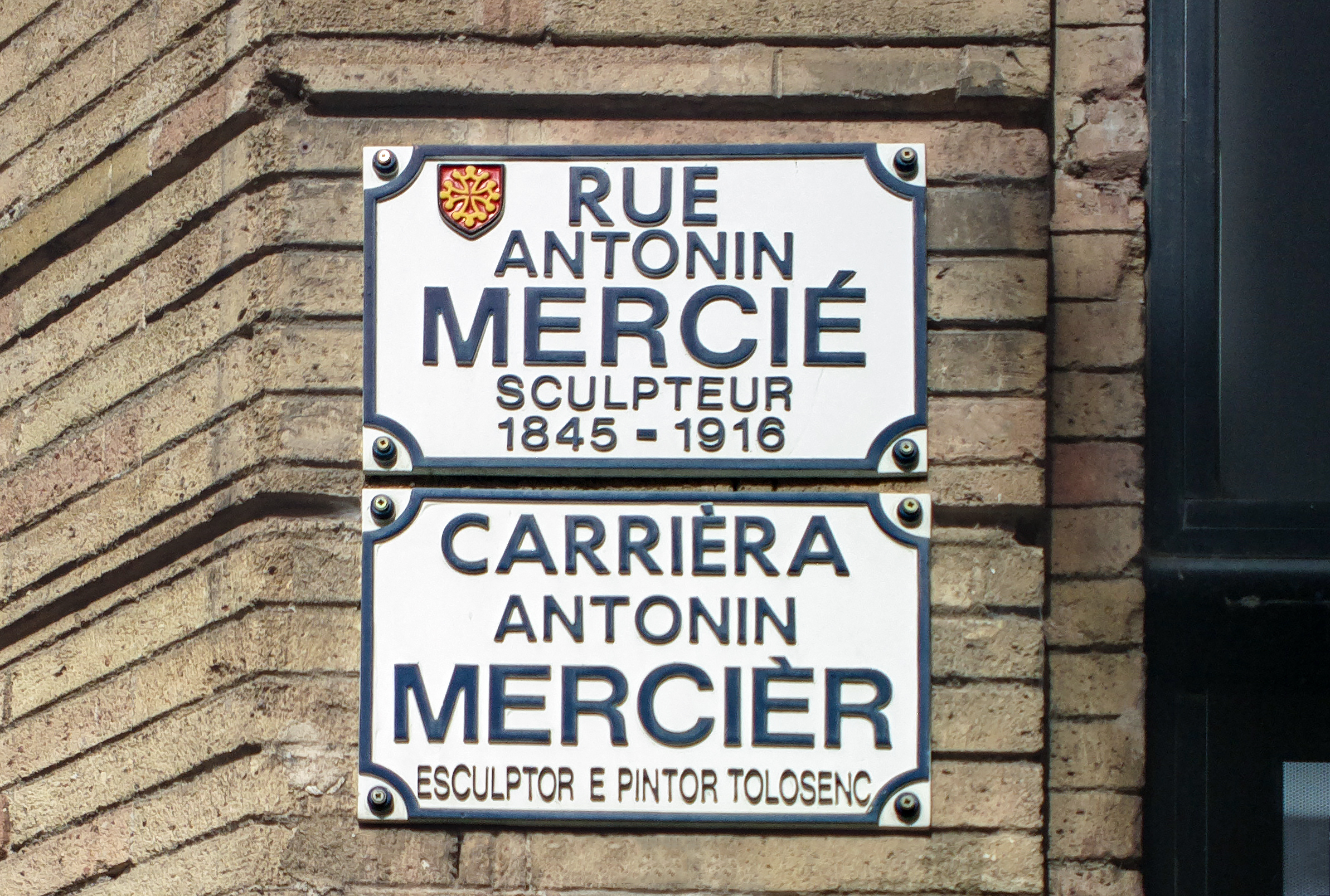
Plaques de rue en français et en occitan.

Le nom de la rue Antonin-Mercié rend, depuis 1920, hommage à Antonin Mercié, sculpteur et peintre né à Toulouse le 29 octobre 1845 et mort à Paris le 13 décembre 1916. Élève d'un autre Toulousain, Alexandre Falguière, et de François Jouffroy à l'École des beaux-arts de Paris, il remporte le prix de Rome en sculpture de 1868. Avec Jean-Marie Mengue, Laurent Marqueste, Victor Ségoffin et Auguste Seysses, il fait partie du « groupe des Toulousains ». Quoiqu'il passe l'essentiel de sa carrière à Paris, la municipalité toulousaine lui confie, avec son maître Falguière, le Monument à Goudouli qui orne le bassin du square de la place Lafayette (actuelle place Wilson) à Toulouse.
Au Moyen Âge, la rue n'était que la continuation de la rue Peyras et portait donc le même nom : on la trouve sous les formes latines de carraria de Payranis (1295) et de carraria Petra Brevaria (1310). À partir du XVIIe siècle, elle prit également, avec l'actuelle rue Genty-Magre, le nom du couvent voisin des Augustins, car elles le bordaient au nord, et furent connues ensemble comme la rue des Augustins ou des Grands Augustins. À la Révolution française, le 25 avril 1794, lorsque toutes les rues de Toulouse reçurent des appellations révolutionnaires, on leur donna le nom de rue du Musée, car le Musée du Midi de la République, créé en 1793, avait été installée dans l'église du couvent des Augustins. La rue du Musée fut l'une des rares, avec la rue de la Fonderie et la rue de l'Écharpe, à conserver après 1806 le nom qui lui avait donné à la Révolution. Ce n'est qu'en 1920 que la rue prit le nom d'Antonin Mercié et fut à ce moment séparée du reste de la rue du Musée, qui reçut celui de Genty-Magre.

## Histoire

### Moyen Âge et période moderne
Au Moyen Âge, l'actuelle rue Antonin-Mercié appartient au capitoulat de Saint-Pierre-Saint-Martin. Elle n'est d'abord qu'une portion de la rue Peyras et en porte donc le nom. Plus largement, elle appartient à la principale voie qui traverse Toulouse d'est en ouest, depuis la Porte Saint-Étienne au pont de la Daurade, qui aboutit à la place du même nom.
Les premiers bâtiments couvent des Augustins - en particulier l'église - sont construits entre 1310 et 1341 sur la rue Peyras (actuelles rues Genty-Magre et Antonin-Mercié) : il se développe au cours du XIVe siècle et du XVe siècle, jusqu'à occuper tout le moulon délimité par la rue Peyras au nord, raison pour laquelle la partie est de cette rue (actuelles rues Genty-Magre et Antonin-Mercié) reçoit le nom de rue des Augustins.
Au XVIe siècle, la rue abrite aussi des parlementaires, puisque le président Jean-Étienne Duranti réside, entre 1563 et 1582, dans un immeuble de cette rue (emplacement de l'actuel no 11 bis). En 1604, la maison est passée au conseiller au Parlement Georges de Caulet, qui la réunit à la maison voisine (actuel no 17) pour y construire son hôtel, dont la cour est ornée d'un puits sculpté.
La rue des Augustins a logé plusieurs artistes. Entre 1533 et 1534, avant de s'installer dans une maison de la rue Cantegril, Nicolas Bachelier occupe comme locataire une maison en corondage de cette rue (emplacement de l'actuel no 21). À la fin du XVIIe siècle, cette même maison est occupée par un atelier fréquenté par plusieurs sculpteurs toulousains : en 1676, Bernard Blanc, puis son fils, Antoine Blanc ; en 1704, Marc Arcis, sculpteur ordinaire du roi, doyen de l'Académie royale de sculpture de Paris, puis son fils Jean-Marc Arcis ; en 1755, Jean-Baptiste Rascouaille, dit Castelnau. Dans la seconde moitié du XVIIIe siècle, un autre sculpteur, Simon Mouniot, a son atelier dans une maison qui jouxte le petit cloître du couvent des Augustins (ancien no 18, disparue).

### Époque contemporaine
À la Révolution française, la rue est touchée par les transformations révolutionnaires. En 1790, l'ordre des Augustins est dissous et le couvent des Augustins est fermé, tandis que les bâtiments deviennent bien national. Le 19 décembre 1793, le couvent est affecté à la création du Musée du Midi de la République, aussi donne-t-on en 1794 à la rue des Augustins le nom de rue du Musée. Elle conserve ce nom après 1806, date à laquelle les autres noms révolutionnaires sont supprimées dans le reste de la ville.
En 1822, la confrérie des Pénitents gris, créée en 1577 mais supprimée à la Révolution, se reconstitue. Ses membres, après s'être réunis dans l'église Saint-Pierre, achètent en 1826 l'ancienne maison du capitoul Guillaume de Jessé, rue du Musée (actuel no 7), et la transforment en chapelle. Un bas-relief gothique, représentant la Crucifixion, dernier reste de l'ancienne chapelle des Pénitents gris, est placé au-dessus de la porte. Après 1848 cependant, la confrérie est définitivement dissoute et leur chapelle devient la propriété du diocèse.
Si la rue ne change pas de nom, en revanche son visage de la rue se transforme au cours du XIXe siècle. Les premiers travaux, dans le deuxième quart du XIXe siècle, visent à élargir la rue à 5 mètres, et plusieurs immeubles sont reconstruits afin de mettre les façades à l'alignement. Mais la rue du Musée est surtout bouleversée par le percement de la rue Longitudinale, rebaptisée rue d'Alsace-Lorraine en 1873, qui la coupe en deux. Plusieurs maisons, parmi lesquelles la Maison des collégiers (ancien no 9) et la maison de Siméon Mounit (ancien no 18, contre le petit cloître du Musée des Augustins), sont abattues, tandis que de nouveaux immeubles, dans le goût haussmannien, sont élevés à la place. Les travaux se terminent au début du XXe siècle, lorsque plusieurs maisons du côté nord de la rue sont reconstruites afin d'élargir la rue à 8 ou 9 mètres. Ces constructions nouvelles, d'un style haussmannien influencé par l'Art nouveau (no 11 bis et 15), finissent de donner à la rue son aspect contemporain, mais provoquent la disparition de bâtiments plus anciens, tels que l'hôtel de Georges de Caulet en 1903 ou la maison de Nicolas Bachelier en 1910.

## Patrimoine et lieux d'intérêt

### Immeubles

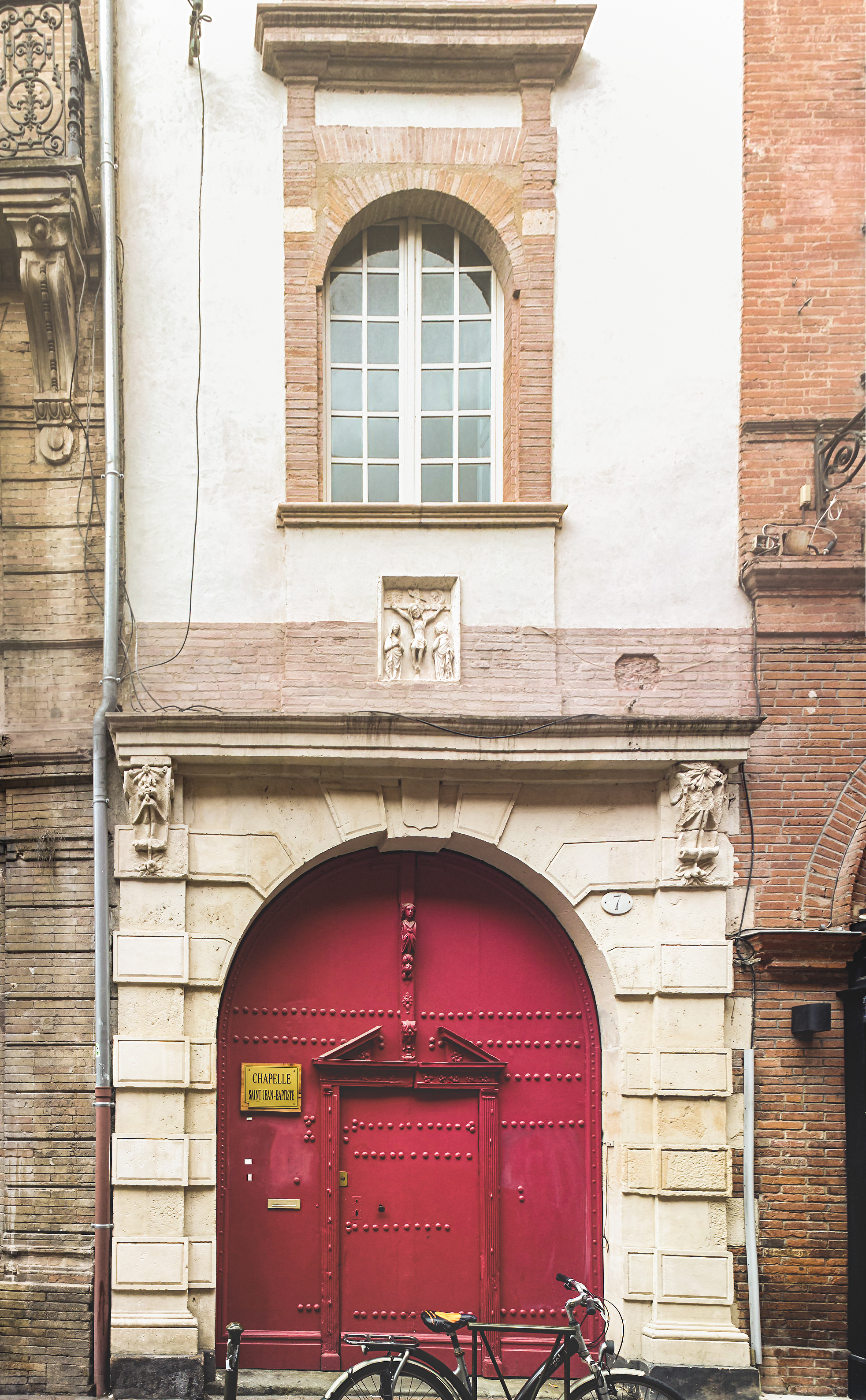
no 7 : chapelle Saint-Jean-Baptiste.

- no  7 : chapelle Saint-Jean-Baptiste. 
Une maison, construite au XVIe siècle, appartient à Guillaume de Jessé, capitoul en 1592-1593, qui la tenait de son beau-père, le marchand François Milhau. De cette époque date le portail, avec ses deux consoles sur lesquelles repose une corniche moulurée, et son blason martelé à la Révolution française. En 1826, la maison est achetée par la confrérie des Pénitents gris et transformée pour devenir leur chapelle. C'est à cette époque qu'un bas-relief gothique de la Crucifixion, provenant de l'ancienne chapelle des Pénitents gris, est placé au-dessus du portail[8],[9]. En 1847, une cloche de la maison des fondeurs toulousains Louison est installée au sommet de la façade.

- no  11 bis : immeuble. 

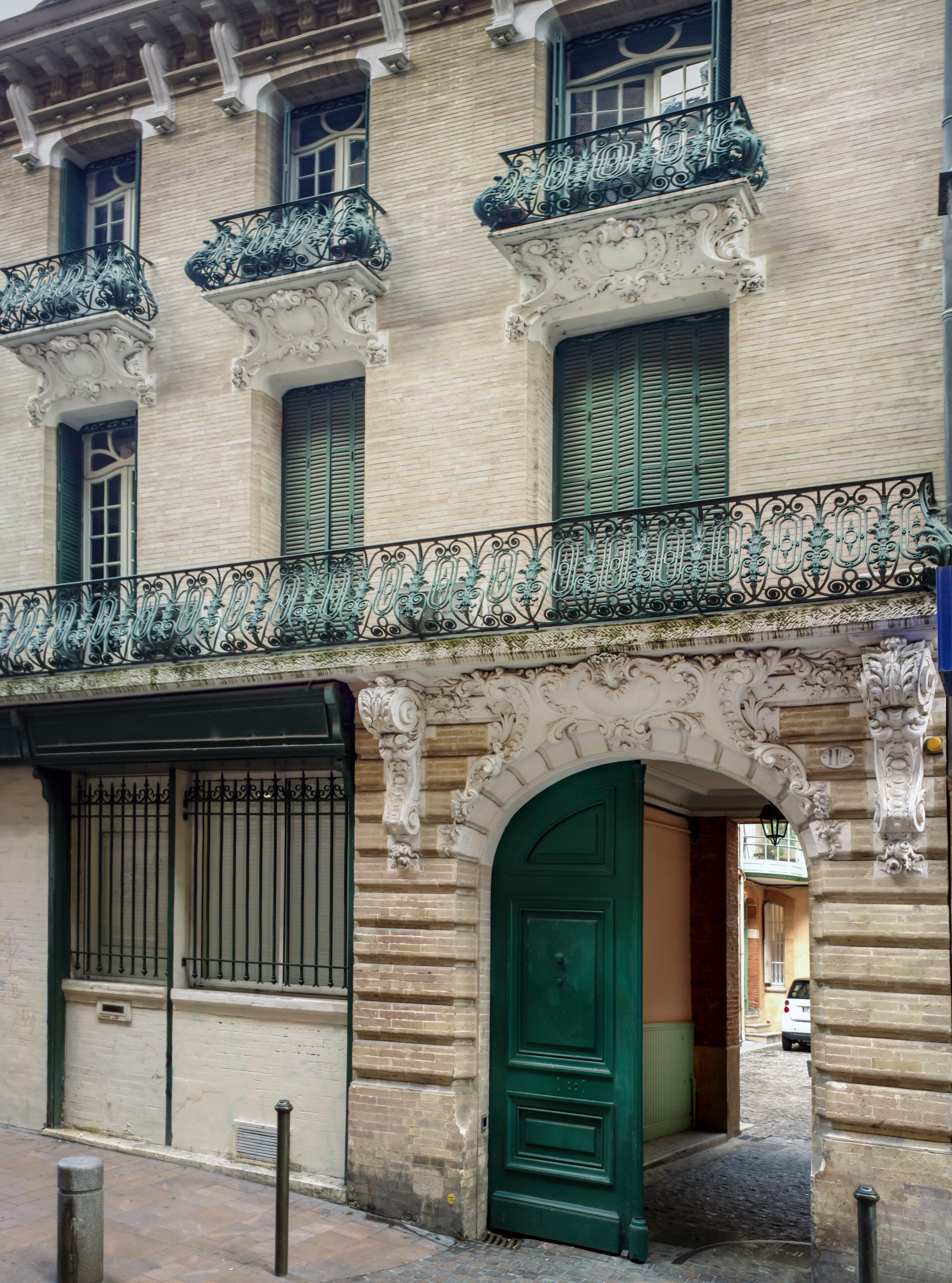
no 11 bis : détail de la façade.

L'immeuble est construit en 1903 par l'architecte Joseph Galinier, dans un style éclectique animé par un riche décor en pierre dans un style néo-rocaille. La façade sur la rue, bâtie en brique claire, se développe sur quatre niveaux : un rez-de-chaussée, deux étages carrés et un niveau de comble. Le rez-de-chaussée, traité en bossage continu, est ouvert par de grandes ouvertures de boutique rectangulaires. La porte, qui s'ouvre dans la travée de droite, est mise en valeur par un lourd décor végétal de feuillages et de fleurs. Des consoles en pierre, également sculptées de feuillages, portent le balcon filant du 1er étage orné d'un garde-corps en fer forgé. Les mêmes motifs se retrouvent sur les garde-corps des balconnets des fenêtres du 2e étage. L'élévation est couronnée par deux corniches à modillons superposées, réunies à intervalles réguliers par des consoles à volutes. Sur la cour, les corps de bâtiment élevés au XVIIIe siècle pour Michel de Mulatier, conseiller au présidial, ont été remaniés avec l'ajout d'un oriel en structure métallique et orné de verres peints[10].

- no  15 bis : immeuble Calbairac (1904, Jules Calbairac)[11].

- no  21 : hôtel Calbairac. 
Une maison en corondage du XVIe siècle est démolie en 1910 et remplacée par un hôtel particulier dessiné par l'architecte Jules Calbairac pour lui-même. Il s'agit du premier immeuble construit en béton armé à Toulouse, raison pour laquelle l'architecte fait appel à François Hennebique, qui vient d'implanter un de ses agences dans la ville. En 1935, Jules Calbairac dessine les plans de l'immeuble de son fils, contigu (actuel no 21 rue Antonin-Mercié). La façade est prolongée sur cette rue dans le même style.
L'étroitesse de la parcelle – 20 mètres de long sur la rue des Arts, mais seulement 4 mètres sur la rue Antonin-Mercié – est une contrainte majeure pour Jules Calbairac. Le choix du béton armé, utilisé pour les façades et les planchers, lui permet de gagner de la place : les murs n'ont pas plus de 30 centimètres d'épaisseur, les planchers 15 centimètres. Malgré l'innovation du matériau, la mise en œuvre reste traditionnelle, d'un style éclectique simplement influencé par l'Art nouveau, le béton imitant un appareillage de pierre. La symétrie de la façade est soulignée par l'oriels en bow-window qui s'élève aux 2e et 3e étages de la travée centrale. Il repose sur une large console en béton, dont les formes arrondies ont été galbées directement à la main[12],[13],[14].

### Œuvre publique

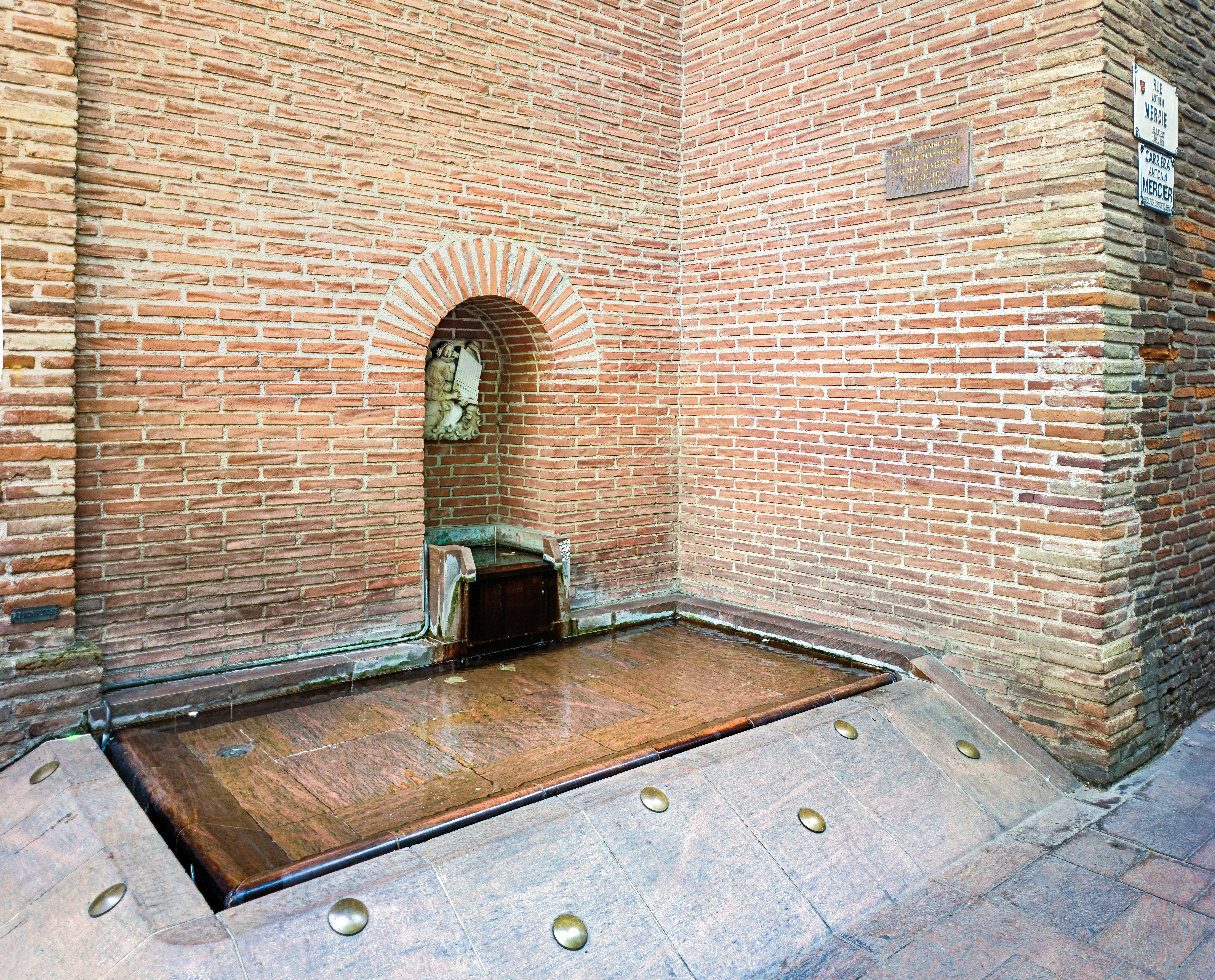
Fontaine Xavier Darasse.

- fontaine Xavier Darasse.
En 1992, une fontaine, dessinée par l'architecte en chef des monuments historiques Bernard Voinchet, est aménagée contre le mur de l'église du couvent des Augustins, à l'angle de la rue des Arts. Elle est dédiée à Xavier Darasse, organiste et compositeur toulousain[15]. Elle rappelle par ailleurs la présence ancienne d'un puits, connu comme le puits des Augustins, qui se trouvait au carrefour des rues[16].

## Personnalités
- Marc Arcis (1704-1739)
- Nicolas Bachelier (1533-1534)
- Georges de Caulet (mort en 1634) : conseiller au parlement, il occupe à partir de 1604 une maison de la rue (emplacement de l'actuel no 11 bis).
- Jean-Étienne Duranti (vers 1534-1589) : conseiller, puis président au parlement, il habite de 1563 à 1582 dans une maison de la rue (emplacement de l'actuel no 11 bis). Il déménage ensuite dans un immeuble voisin (emplacement de l'actuel no 17 rue des Arts).

#### Ouvrages généraux
- Jules Chalande, « Histoire des rues de Toulouse », Mémoires de l'Académie des Sciences et Belles-Lettres de Toulouse, 11e série, tome VIII, Toulouse, 1920, p. 335-343 et 11e série, tome IX, Toulouse, 1921, p. 141-142.
- Pierre Salies, Dictionnaire des rues de Toulouse, 2 vol., éd. Milan, Toulouse, 1989  (ISBN 978-2-8672-6354-5).

#### Ouvrages détaillés
- Geneviève Furnémont, Toulouse Art Nouveau. Période 1890-1920, coll. Les maîtres bâtisseurs toulousains, éd. Terrefort, Toulouse, 2019  (ISBN 978-2-9110-7540-7).
- Rémi Papillault (dir.), Laura Girard et Jean-Loup Marfaing, Guide d'architecture du XXe siècle en Midi toulousain, coll. « Architectures », Presses universitaires du Mirail, Toulouse, 2016  (ISBN 978-2-8107-0469-9).